# Good Fellows
『Good Fellows』（グッド・フェローズ）は、JAYWALK22枚目のオリジナル・アルバム。2007年4月25日、オーマガトキ/OAK RECORDSから発売された。

## 概要
『不思議な朝 〜僕が生まれた日〜』以来2年ぶりの新作。増田俊郎が手掛けた曲がアルバムの大半を占め、メンバーによるオリジナル曲は全12曲中、リメイクを含めても僅か4曲に留まっており、中村耕一による作曲楽曲は1曲も含まれていない。
「青い瞳のステラ、1962年夏」「Start From The Beginning」の新録ヴァージョンを収録。5曲目・11曲目は海洋冒険家・白石康次郎に向けて作られた。

## 収録曲
1. TELL ME WHY
  - 作詞：トシ・スミカワ　作曲：増田俊郎
2. ノクターン
  - 作詞：トシ・スミカワ　作曲：増田俊郎
3. NO MORE LONELY NIGHTS
  - 作詞・作曲：増田俊郎
4. 青い瞳のステラ、1962年夏
  - 作詞：水甫杜司　作曲：上綱克彦
5. 太陽はやって来る～especially for Kojiro Shiraishi～
  - 作詞：知久光康　作曲：中内助六
6. 夏が来ると…
  - 作詞：知久光康　作曲：田切純一
7. セプテンバー ビーチ
  - 作詞：トシ・スミカワ　作曲：増田俊郎
8. 野良犬
  - 作詞：トシ・スミカワ　作曲：長島進
9. 今夜を永遠に
  - 作詞・作曲：増田俊郎
10. Start From The Beginning
  - 作詞：知久光康　作曲：杉田裕
11. 白南風～especially for Kojiro Shiraishi～（Instrumental）
  - 作曲：知久光康
12. GOOD FELLOWS （SUNSET HILLS）
  - 作詞：トシ・スミカワ　作曲：増田俊郎